# Pinelema yaosaensis
Espèce
Pinelema yaosaensis est une espèce d'araignées aranéomorphes de la famille des Telemidae.

## Distribution
Cette espèce est endémique du Yunnan en Chine,. Elle se rencontre dans la grotte Yaosa Da dans le xian de Xichou.

## Description
Le mâle holotype mesure 1,40 mm et la femelle paratype 1,56 mm.

## Étymologie
Son nom d'espèce, composé de yaosa et du suffixe latin -ensis, « qui vit dans, qui habite », lui a été donné en référence au lieu de sa découverte, la grotte Yaosa Da.

## Publication originale
- Wang & Li, 2016 : Four new species of the spider genus Pinelema (Araneae, Telemidae) from caves in south China. Ecologica Montenegrina, vol. 7, p. 546-566 (texte intégral).